# Rheocricotopus unidentatus
Rheocricotopus unidentatus är en tvåvingeart som beskrevs av Ole Anton Saether och Schnell 1988. Rheocricotopus unidentatus ingår i släktet Rheocricotopus och familjen fjädermyggor.
Artens utbredningsområde är Ohio. Inga underarter finns listade i Catalogue of Life.